# Städtisches Krankenhaus Nettetal
Das Städtische Krankenhaus Nettetal ist ein Akut-Krankenhaus der Grund- und Regelversorgung mit Standort Lobberich. Hier werden jährlich rund 8.000 Patienten stationär und 21.000 ambulant versorgt. Das Haus verfügt über 175 Betten und ist mit rund 500 Mitarbeitern größter Arbeitgeber in Nettetal.

## Geschichte
Die Ursprünge des heutigen Städtischen Krankenhauses Nettetal liegen in den Ortsteilen Breyell und Lobberich.

### Breyell
1894  übernahmen Ordensschwestern der Franziskanerinnen St. Mauritz die ambulante Pflege in Breyell und Schaag. Zuvor fand die Krankenpflege in privaten Räumlichkeiten statt. Eine   Spende der Familie Niedieck ermöglichte  1897  die Grundsteinlegung des Lambertus-Hospitals in Breyell, das  1898  mit nun 50 Betten in Betrieb genommen wurde. 1944 diente das Lambertus-Hospital als Reservelazarett bzw. Verbandplatz.  1959  wurde das Haus baulich erweitert und verfügte über 60 Betten, sechs Jahre später erfolgte eine weitere Erweiterung auf 100 Betten.
Mittlerweile dient das Gebäude als Seniorenheim.

### Lobberich
In Lobberich wurde im Jahr 1883 die Baugenehmigung für das Marien-Hospital erteilt, welches 1885 mit 18 "Kranken" eingeweiht und eröffnet wurde – unter der Leitung der Genossenschaft der Krankenschwestern des hl. Franziskus zu St. Mauritz. 1891 erfolgten erste Vergrößerungsmaßnahmen, 1911 wurde das Haus von 26 auf 43 Betten erweitert. 1964 folgte ein Neubau des Hauses mit nun 140 Betten. Die letzten Schwestern des Ordens verließen das Haus 1982.

### Zusammenschluss
Unter der Trägerschaft der Stadt Nettetal kam es 1970 zum Zusammenschluss beider Häuser.
1991 wurde ein Neubau für die Bereiche Intensivstation, OPs, Chirurgische Ambulanz, Bettenzentrale, Zentralsterilisation, Physikalische Therapie, Liegendkrankenanfahrt und Notfallaufnahme erstellt. 1992 wurde das Haus in die "Städtisches Krankenhaus Nettetal GmbH" umgewandelt. Ein Ersatzbettenhaus wurde 1996 in Betrieb genommen.
Nach einjähriger Bauzeit nahm 2002 das Ambulante OP-Zentrum im 4. Obergeschoss des Bettenhauses den Betrieb auf. Es wurde speziell für das auf gelenkchirurgische Eingriffe spezialisierte Zentrum für Arthroskopie und Endoprothetik (ZAE) eingerichtet.
Von 2004 bis 2006 wurde im laufenden Betrieb neben der Neugestaltung des Eingangsbereichs des Krankenhauses die Akut-Ambulanzen des Krankenhauses (Notaufnahme, Chirurgische Ambulanz, Innere Aufnahme) zur Zentralen Patientenaufnahme (ZPA) zusammengefasst.
Ein zweites ambulantes OP-Zentrum mit zwölf Betten und zwei OP-Einheiten im Erdgeschoss ging 2008 in Betrieb.
2009 wurde dann die Physiotherapeutische Abteilung des Krankenhauses in die Tochtergesellschaft „NetteVital GmbH“ überführt. Damit verbunden war auch die Errichtung eines eigenständigen Gebäudetraktes.
Ein Jahr später eröffnete im Untergeschoss des Hauptgebäudes die neue Cafeteria des Krankenhauses, das NetteBistro, auf einer Fläche von rund 300 Quadratmetern.
Anfang 2021 wurde der neue T-Flügel in Betrieb genommen, der auf 3500 Quadratmeter zusätzlichen Platz für medizinische Infrastruktur bereitstellt.

## Fachbereiche
- Zentrale Patientenaufnahme
- Klinik für Gastroenterologie, Onkologie, Diabetologie und Allgemeine Innere Medizin
- Klinik für Kardiologie und Pneumologie
- Klinik für Allgemein- und Viszeralchirurgie
- Zentrum für Unfallchirurgie
- Zentrum für Arthroskopie und Endoprothetik & EndoProthetikZentrum
- Zentrum für Schulter- und Ellenbogenchirurgie
- Anästhesie, Intensivmedizin und Perioperative Schmerztherapie
- Radiologie/Röntgen
- Physio-,Ergo- und Sporttherapie

## Interdisziplinäre Medizin und spezielle Zentren
- Intensivmedizin
- Palliativmedizin mit Palliativstation
- Darmkrebszentrum
- Diabetologische Fußbehandlungseinrichtung
- Lokales Traumazentrum

## Unternehmen
Träger der Städtischen Krankenhaus Nettetal GmbH ist die Stadt Nettetal.Tochterunternehmen sind das Gesundheitszentrum NetteVital GmbH und die GS-Gesundheits-Service GmbH.